# Otok Rava
Otok Rava är en ö i Kroatien.   Den ligger i länet Zadars län, i den södra delen av landet, 210 km söder om huvudstaden Zagreb. Arean är 3,7 kvadratkilometer.
Terrängen på Otok Rava är platt. Öns högsta punkt är 89 meter över havet. Den sträcker sig 4,0 kilometer i nord-sydlig riktning, och 2,9 kilometer i öst-västlig riktning.